# Piotr Trochowski
Piotr Artur Trochowski (Tczew, 22 marzo 1984) è un ex calciatore polacco naturalizzato tedesco, di ruolo centrocampista.

## Caratteristiche tecniche
Nel 2001 è stato inserito nella lista dei migliori calciatori stilata da Don Balón.
Era un buon tiratore dalla distanza.

## Carriera

### Club

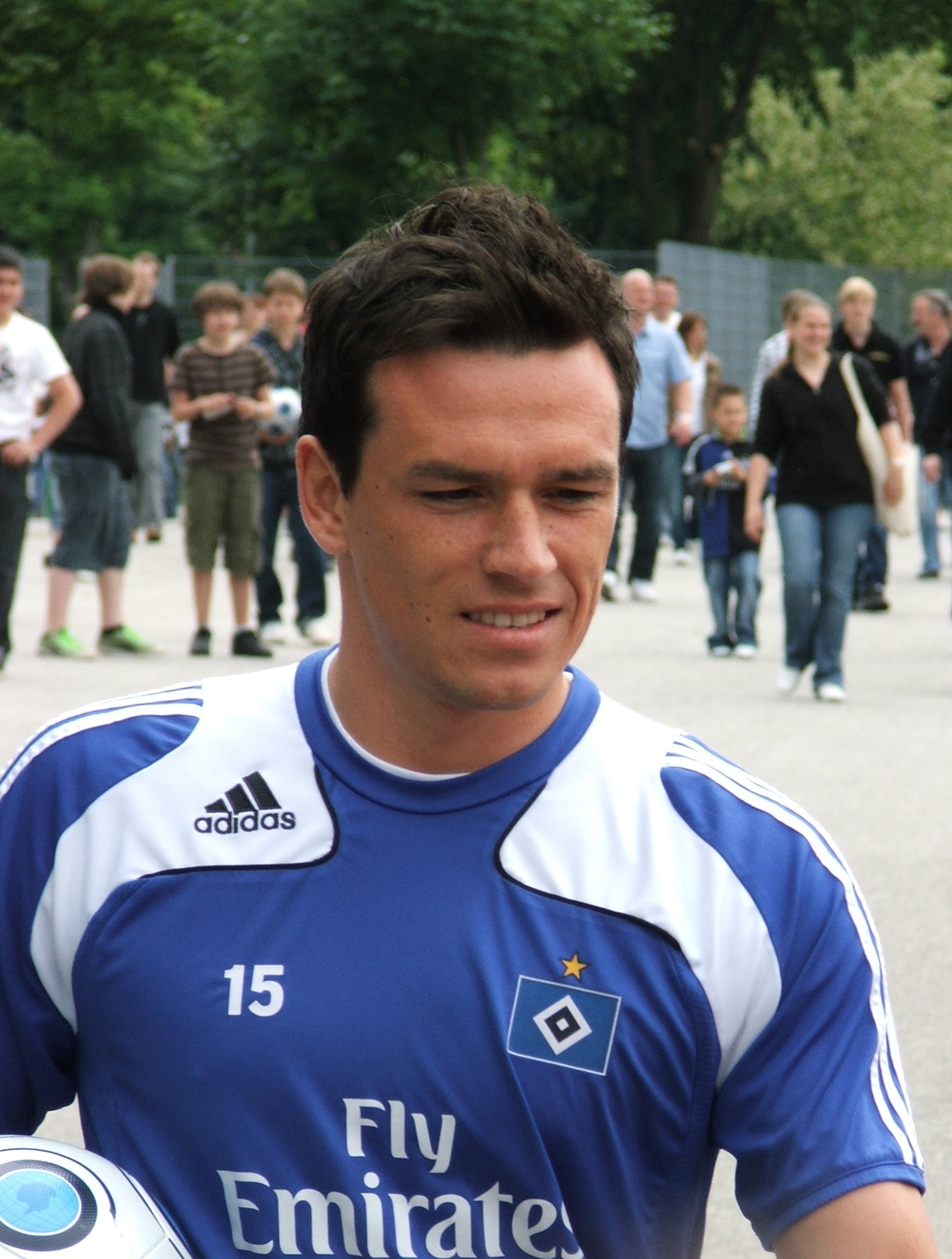
Trochowski in ritiro con l'Amburgo.

Inizia a giocare all'età di tredici anni nel St. Pauli, formazione di Amburgo di terza divisione (all'epoca), mettendo a segno una rete in dieci partite. Il Bayern Monaco decide di metterlo sotto contratto nel 1999, ma in Baviera in sette stagioni gioca solo 27 partite, segnando 3 gol.
Nel 2005 passa all'Amburgo, dove riesce a esordire anche in campo europeo. Nella Champions League 2006/07, infatti, sigla 3 reti, anche se l'Amburgo interrompe il suo cammino nel girone al terzo posto.
Il 23 maggio 2011 viene ufficializzato il suo trasferimento a parametro zero agli spagnoli del Siviglia, il giocatore firmerà un contratto di 4 anni. Dopo una buona prima stagione nel club andaluso, il giocatore tedesco si rende protagonista di un ottimo inizio di Liga 2012-13, andando a segno sia contro il Real Madrid che contro il Barcelona. Il 2 settembre 2014 rescinde il suo contratto con il Siviglia.

### Nazionale
Nel 2003 disputa il Campionato mondiale Under-20 con la Nazionale tedesca. Un anno dopo il passaggio all'Amburgo, il CT della nazionale maggiore Joachim Löw lo convoca per la prima volta e lo fa debuttare il 7 ottobre 2006 in una gara amichevole contro la Georgia.
Dopo essere sceso in campo sei volte durante le qualificazioni al campionato d'Europa 2008, viene inserito nella rosa dei 23 per la competizione, non giocando però neanche un minuto della rassegna continentale.

## Statistiche

### Presenze e reti nei club
Statistiche aggiornate al 6 aprile 2014.
| Stagione                | Squadra                 | Campionato              | Campionato | Campionato | Coppe nazionali | Coppe nazionali | Coppe nazionali | Coppe continentali | Coppe continentali | Coppe continentali | Altre coppe | Altre coppe | Altre coppe | Totale | Totale |
| Stagione                | Squadra                 | Comp                    | Pres       | Reti       | Comp            | Pres            | Reti            | Comp               | Pres               | Reti               | Comp        | Pres        | Reti        | Pres   | Reti   |
| ----------------------- | ----------------------- | ----------------------- | ---------- | ---------- | --------------- | --------------- | --------------- | ------------------ | ------------------ | ------------------ | ----------- | ----------- | ----------- | ------ | ------ |
| 2001-2002               | Bayern Monaco II        | RL                      | 7          | 0          | CG              | 1               | 0               | -                  | -                  | -                  | -           | -           | -           | 8      | 0      |
| 2002-2003               | Bayern Monaco II        | RL                      | 9          | 1          | CG              | 1               | 0               | -                  | -                  | -                  | -           | -           | -           | 10     | 1      |
| 2003-2004               | Bayern Monaco II        | RL                      | 17         | 6          | CG              | 0               | 0               | -                  | -                  | -                  | -           | -           | -           | 17     | 6      |
| 2004-2005               | Bayern Monaco II        | RL                      | 5          | 1          | CG              | 1               | 0               | -                  | -                  | -                  | -           | -           | -           | 6      | 1      |
| Totale Bayern Monaco II | Totale Bayern Monaco II | Totale Bayern Monaco II | 38         | 8          |                 | 3               | 0               |                    |                    |                    |             |             |             | 41     | 8      |
| 2002-2003               | Bayern Monaco           | BL                      | 3          | 0          | CG              | 0               | 0               | UCL                | -                  | -                  | -           | -           | -           | 3      | 0      |
| 2003-2004               | Bayern Monaco           | BL                      | 10         | 1          | CG              | 1               | 0               | UCL                | -                  | -                  | -           | -           | -           | 11     | 1      |
| 2004-gen. 2005          | Bayern Monaco           | BL                      | 0          | 0          | CG+CdL          | 1+1             | 0               | UCL                | 0                  | 0                  | -           | -           | -           | 2      | 0      |
| Totale Bayern Monaco    | Totale Bayern Monaco    | Totale Bayern Monaco    | 13         | 1          |                 | 3               | 0               |                    | 0                  | 0                  |             |             |             | 16     | 1      |
| gen.-giu. 2005          | Amburgo                 | BL                      | 3          | 0          | CG              | 0               | 0               | -                  | -                  | -                  | -           | -           | -           | 3      | 0      |
| 2005-2006               | Amburgo                 | BL                      | 32         | 5          | CG              | 3               | 0               | Int+CU             | 7+9                | 2+0                | -           | -           | -           | 51     | 7      |
| 2006-2007               | Amburgo                 | BL                      | 26         | 2          | CG+CdL          | 1+2             | 0+0             | UCL                | 8                  | 1                  | -           | -           | -           | 37     | 3      |
| 2007-2008               | Amburgo                 | BL                      | 32         | 1          | CG              | 4               | 2               | Int+CU             | 2+12               | 0+3                | -           | -           | -           | 50     | 6      |
| 2008-2009               | Amburgo                 | BL                      | 33         | 6          | CG              | 4               | 0               | CU                 | 11                 | 3                  | -           | -           | -           | 48     | 9      |
| 2009-2010               | Amburgo                 | BL                      | 33         | 4          | CG              | 2               | 3               | UEL                | 13                 | 2                  | -           | -           | -           | 48     | 9      |
| 2010-2011               | Amburgo                 | BL                      | 21         | 2          | CG              | 1               | 0               |                    | -                  | -                  | -           | -           | -           | 22     | 2      |
| Totale Amburgo          | Totale Amburgo          | Totale Amburgo          | 180        | 20         |                 | 17              | 5               |                    | 62                 | 11                 |             |             |             | 259    | 36     |
| 2011-2012               | Siviglia                | PD                      | 35         | 1          | CR              | 3               | 0               | UEL                | 2                  | 0                  | -           | -           | -           | 40     | 1      |
| 2012-2013               | Siviglia                | PD                      | 6          | 2          | CR              | 0               | 0               | UEL                | -                  | -                  | -           | -           | -           | 6      | 2      |
| 2013-2014               | Siviglia                | PD                      | 13         | 0          | CR              | 1               | 0               | UEL                | 4                  | 0                  | -           | -           | -           | 18     | 0      |
| Totale Siviglia         | Totale Siviglia         | Totale Siviglia         | 54         | 3          |                 | 4               | 0               |                    | 6                  | 0                  |             |             |             | 64     | 3      |
| Totale carriera         | Totale carriera         | Totale carriera         | 285        | 32         |                 | 27              | 5               |                    | 68                 | 11                 |             |             |             | 370    | 48     |

### Cronologia presenze e reti in nazionale
| Cronologia completa delle presenze e delle reti in nazionale ― Germania | Cronologia completa delle presenze e delle reti in nazionale ― Germania | Cronologia completa delle presenze e delle reti in nazionale ― Germania | Cronologia completa delle presenze e delle reti in nazionale ― Germania | Cronologia completa delle presenze e delle reti in nazionale ― Germania | Cronologia completa delle presenze e delle reti in nazionale ― Germania | Cronologia completa delle presenze e delle reti in nazionale ― Germania | Cronologia completa delle presenze e delle reti in nazionale ― Germania |
| Data                                                                    | Città                                                                   | In casa                                                                 | Risultato                                                               | Ospiti                                                                  | Competizione                                                            | Reti                                                                    | Note                                                                    |
| ----------------------------------------------------------------------- | ----------------------------------------------------------------------- | ----------------------------------------------------------------------- | ----------------------------------------------------------------------- | ----------------------------------------------------------------------- | ----------------------------------------------------------------------- | ----------------------------------------------------------------------- | ----------------------------------------------------------------------- |
| 7-10-2006                                                               | Rostock                                                                 | Germania                                                                | 2 – 0                                                                   | Georgia                                                                 | Amichevole                                                              | -                                                                       |                                                                         |
| 11-10-2006                                                              | Bratislava                                                              | Slovacchia                                                              | 1 – 4                                                                   | Germania                                                                | Qual. Euro 2008                                                         | -                                                                       |                                                                         |
| 28-3-2007                                                               | Duisburg                                                                | Germania                                                                | 0 – 1                                                                   | Danimarca                                                               | Amichevole                                                              | -                                                                       |                                                                         |
| 6-6-2007                                                                | Amburgo                                                                 | Germania                                                                | 2 – 1                                                                   | Slovacchia                                                              | Qual. Euro 2008                                                         | -                                                                       |                                                                         |
| 22-8-2007                                                               | Londra                                                                  | Inghilterra                                                             | 1 – 2                                                                   | Germania                                                                | Amichevole                                                              | -                                                                       |                                                                         |
| 8-9-2007                                                                | Cardiff                                                                 | Galles                                                                  | 0 – 2                                                                   | Germania                                                                | Qual. Euro 2008                                                         | -                                                                       |                                                                         |
| 12-9-2007                                                               | Colonia                                                                 | Germania                                                                | 3 – 1                                                                   | Romania                                                                 | Amichevole                                                              | -                                                                       |                                                                         |
| 13-10-2007                                                              | Dublino                                                                 | Irlanda                                                                 | 0 – 0                                                                   | Germania                                                                | Qual. Euro 2008                                                         | -                                                                       |                                                                         |
| 17-10-2007                                                              | Monaco di Baviera                                                       | Germania                                                                | 0 – 3                                                                   | Rep. Ceca                                                               | Qual. Euro 2008                                                         | -                                                                       |                                                                         |
| 17-11-2007                                                              | Hannover                                                                | Germania                                                                | 4 – 0                                                                   | Cipro                                                                   | Qual. Euro 2008                                                         | -                                                                       |                                                                         |
| 26-3-2008                                                               | Basilea                                                                 | Svizzera                                                                | 0 – 4                                                                   | Germania                                                                | Amichevole                                                              | -                                                                       |                                                                         |
| 27-5-2008                                                               | Kaiserslautern                                                          | Germania                                                                | 2 – 2                                                                   | Bielorussia                                                             | Amichevole                                                              | -                                                                       |                                                                         |
| 20-8-2008                                                               | Norimberga                                                              | Germania                                                                | 2 – 0                                                                   | Belgio                                                                  | Amichevole                                                              | -                                                                       |                                                                         |
| 6-9-2008                                                                | Vaduz                                                                   | Liechtenstein                                                           | 0 – 6                                                                   | Germania                                                                | Qual. Mondiali 2010                                                     | -                                                                       |                                                                         |
| 10-9-2008                                                               | Helsinki                                                                | Finlandia                                                               | 3 – 3                                                                   | Germania                                                                | Qual. Mondiali 2010                                                     | -                                                                       |                                                                         |
| 11-10-2008                                                              | Dortmund                                                                | Germania                                                                | 2 – 1                                                                   | Russia                                                                  | Qual. Mondiali 2010                                                     | -                                                                       |                                                                         |
| 15-10-2008                                                              | Mönchengladbach                                                         | Germania                                                                | 1 – 0                                                                   | Galles                                                                  | Qual. Mondiali 2010                                                     | 1                                                                       |                                                                         |
| 19-11-2008                                                              | Berlino                                                                 | Germania                                                                | 1 – 2                                                                   | Inghilterra                                                             | Amichevole                                                              | -                                                                       |                                                                         |
| 11-2-2009                                                               | Düsseldorf                                                              | Germania                                                                | 0 – 1                                                                   | Norvegia                                                                | Amichevole                                                              | -                                                                       |                                                                         |
| 1-4-2009                                                                | Cardiff                                                                 | Galles                                                                  | 0 – 2                                                                   | Germania                                                                | Qual. Mondiali 2010                                                     | -                                                                       |                                                                         |
| 29-5-2009                                                               | Shanghai                                                                | Cina                                                                    | 1 – 1                                                                   | Germania                                                                | Amichevole                                                              | -                                                                       |                                                                         |
| 2-6-2009                                                                | Dubai                                                                   | Emirati Arabi Uniti                                                     | 2 – 7                                                                   | Germania                                                                | Amichevole                                                              | 1                                                                       |                                                                         |
| 12-8-2009                                                               | Baku                                                                    | Azerbaigian                                                             | 0 – 2                                                                   | Germania                                                                | Qual. Mondiali 2010                                                     | -                                                                       |                                                                         |
| 5-9-2009                                                                | Leverkusen                                                              | Germania                                                                | 2 – 0                                                                   | Sudafrica                                                               | Amichevole                                                              | -                                                                       |                                                                         |
| 9-9-2009                                                                | Hannover                                                                | Germania                                                                | 4 – 0                                                                   | Azerbaigian                                                             | Qual. Mondiali 2010                                                     | -                                                                       |                                                                         |
| 10-10-2009                                                              | Mosca                                                                   | Russia                                                                  | 0 – 1                                                                   | Germania                                                                | Qual. Mondiali 2010                                                     | -                                                                       |                                                                         |
| 14-10-2009                                                              | Amburgo                                                                 | Germania                                                                | 1 – 1                                                                   | Finlandia                                                               | Qual. Mondiali 2010                                                     | -                                                                       |                                                                         |
| 18-11-2010                                                              | Gelsenkirchen                                                           | Germania                                                                | 2 – 2                                                                   | Costa d'Avorio                                                          | Amichevole                                                              | -                                                                       |                                                                         |
| 13-5-2010                                                               | Aquisgrana                                                              | Germania                                                                | 3 – 0                                                                   | Malta                                                                   | Amichevole                                                              | -                                                                       |                                                                         |
| 29-5-2010                                                               | Budapest                                                                | Ungheria                                                                | 0 – 3                                                                   | Germania                                                                | Amichevole                                                              | -                                                                       |                                                                         |
| 3-6-2010                                                                | Francoforte sul Meno                                                    | Germania                                                                | 3 – 1                                                                   | Bosnia ed Erzegovina                                                    | Amichevole                                                              | -                                                                       |                                                                         |
| 23-6-2010                                                               | Johannesburg                                                            | Ghana                                                                   | 0 – 1                                                                   | Germania                                                                | Mondiali 2010 - 1º turno                                                | -                                                                       |                                                                         |
| 27-6-2010                                                               | Bloemfontein                                                            | Germania                                                                | 4 – 1                                                                   | Inghilterra                                                             | Mondiali 2010 - Ottavi di finale                                        | -                                                                       |                                                                         |
| 3-7-2010                                                                | Città del Capo                                                          | Argentina                                                               | 0 – 4                                                                   | Germania                                                                | Mondiali 2010 - Quarti di finale                                        | -                                                                       |                                                                         |
| 7-7-2010                                                                | Durban                                                                  | Germania                                                                | 0 – 1                                                                   | Spagna                                                                  | Mondiali 2010 - Semifinale                                              | -                                                                       |                                                                         |
| Totale                                                                  |                                                                         | Presenze                                                                | 35                                                                      |                                                                         | Reti                                                                    | 2                                                                       |                                                                         |

## Palmarès

### Club

#### Competizioni nazionali
- Campionato tedesco: 1

Bayern Monaco: 2003
- Coppa di Germania: 1

Bayern Monaco: 2002-2003
- Coppa di Lega tedesca: 1

Bayern Monaco: 2003-2004

#### Competizioni internazionali
- UEFA Europa League: 1

Siviglia: 2013-2014